# Leucania striguscula
Leucania striguscula là một loài bướm đêm trong họ Noctuidae.